# Ogasawara (Tóquio)

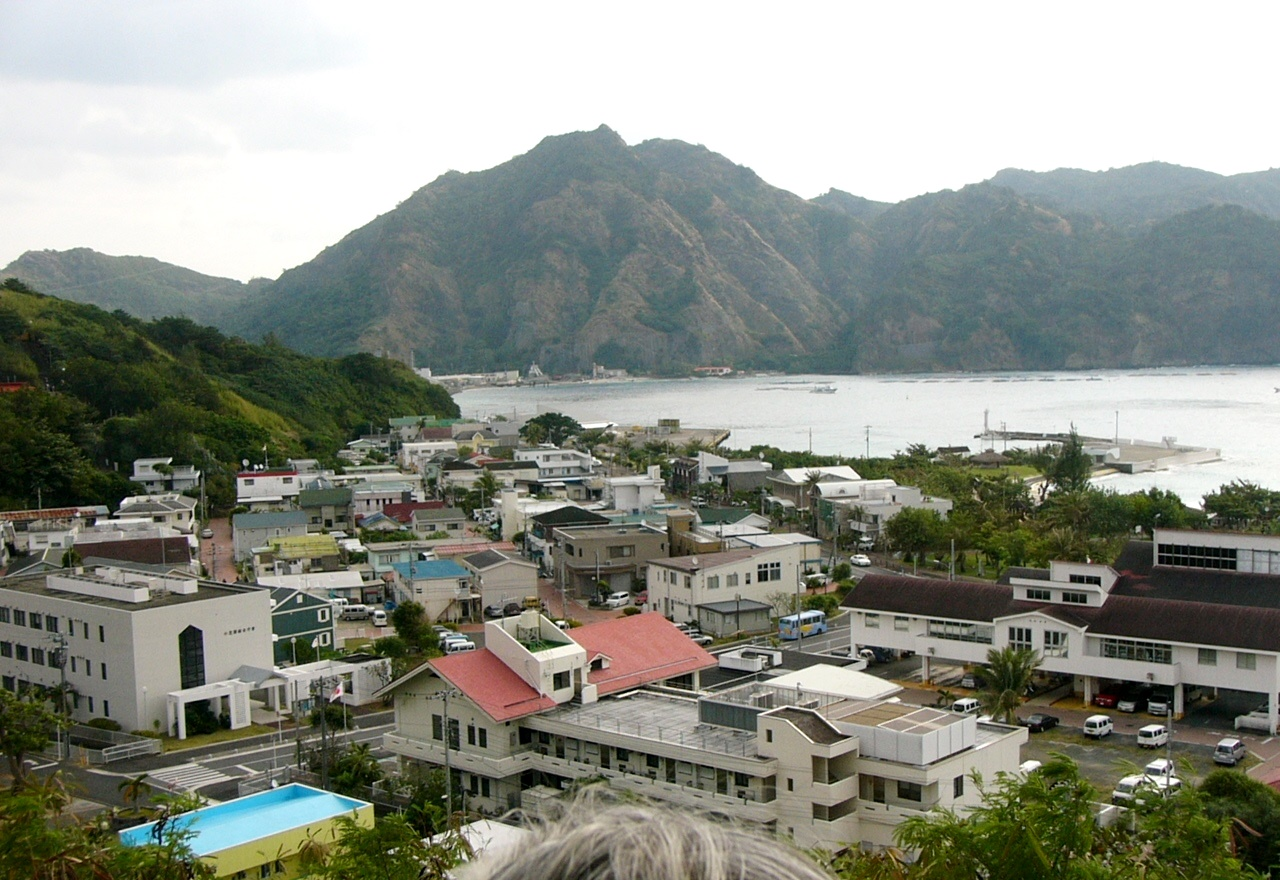
Uma imagem da aldeia de Ogasawara

Ogasawara (小笠原村, Ogasawara-mura) é uma aldeia (ou, mais precisamente, um município rural) na Subprefeitura de Ogasawara, Metrópole de Tóquio, Japão, que governa as Ilhas Ogasawara, as Ilhas Vulcano e três ilhas remotas (Nishinoshima, Minamitorishima e Okinotorishima).